# Donald Bradman
Donald George "Don" Bradman, kallad The Don, född 27 augusti 1908 i Cootamundra i New South Wales, död 25 februari 2001 i Kensington Park, Adelaide i South Australia, var en australisk cricketspelare.
Han blir ofta kallad världens bästa cricketspelare genom alla tider och en av Australiens mest aktade idrottshjältar.
Asteroiden 2472 Bradman är uppkallad efter honom.